# 바보들의 저녁식사
바보들의 저녁식사(Le Diner De Cons, The Dinner Game)는 프랑스에서 제작된 프랑시스 베베르 감독의 1998년 코미디 영화이다. 띠에리 레미띠 등이 주연으로 출연하였다. 1998년 한 해에 프랑스 박스 오피스에서 가장 수익이 높은 영화가 되었고 그 뒤를 타이타닉이 이었다.

## 출연

### 주연
- 띠에리 레미띠
- 자크 빌레렛

### 조연
- 프란시스 허스터
- 다니엘 프레보
- 카트린 프로
- 에드가 지브리
- 다니엘 마틴
- 크리스티안 페레이라

## 제작진
- 프로듀서: 알렝 프와레
- 미술: 허그즈 티산디어
- 세트: 알랑 피트렐
- 의상: 자클린 부샤드
- 배역: 프랑세즈 메니드레이